# Ana Kojić
Ana Kojić (født 4. oktober 1997 i Kalenić, Slovenien) er en kvindelig slovensk håndboldspiller som spiller for RK Krim og Sloveniens kvindehåndboldlandshold.